# Brassaiopsis producta
Brassaiopsis producta är en araliaväxtart som först beskrevs av Dunn, och fick sitt nu gällande namn av C.B.Shang. Brassaiopsis producta ingår i släktet Brassaiopsis och familjen Araliaceae. Inga underarter finns listade.